# Sasa (Syria)
Sasa (arab. سعسع) – miasto w Syrii, w muhafazie Damaszek. W 2004 roku liczyło 9945 mieszkańców.